# Illice unifasciata
Illice unifasciata är en fjärilsart som beskrevs av Druce 1897. Illice unifasciata ingår i släktet Illice och familjen björnspinnare. Inga underarter finns listade i Catalogue of Life.